# Lady General Hua Mu-lan
Lady General Hua Mu-lan (花木蘭) est un film hongkongais réalisé par Yueh Feng, sorti le 18 juin 1964.
Ivy Ling Po remporta le prix de la meilleure actrice pour son interprétation de l'héroïne éponyme.

## Histoire
Alors que l'empire est menacé par une invasion des barbares du nord porteurs de bonnets à moumoute, la jeune Mu-lan décide de s'engager à la place de son père, un vieillard cloué au lit par la maladie. Déguisée en homme et accompagnée de son cousin et chaperon, elle rejoint le monde des soudards où elle finit par se faire une place malgré son manque d'entraînement dans la consommation d'alcool. Ses qualités martiales et sa loyauté lui valent de grimper dans la hiérarchie, alors que l'amitié virile entre soldats se colore peu à peu de concupiscence. Cependant, l'armée barbare reste invaincue...

## Fiche technique
- Titre original : Lady General Hua Mu-lan
- Réalisation : Yueh Feng
- Photographie : Tadashi Nishimoto
- Chorégraphie des combats : Han Ying-chieh
- Musique : Chou Lan-ping, Wang Chi-ren
- Société de production : Shaw Brothers
- Pays d'origine :  Hong Kong
- Langue originale : mandarin
- Format : couleurs - 2,35:1 - Mono - 35 mm
- Genre : film musical, guerre
- Durée :
- Date de sortie : 1964

## Distribution
- Ivy Ling Po : Hua Mu-lan, une jeune fille adepte des arts martiaux
- Chin Han : le général Li Guang, un haut fonctionnaire de l'administration militaire
- Ching Miao : le commandant en chef de l'armée des frontières du nord
- Yang Chih-ching : monsieur Hua, un vieillard cloué au lit par la maladie, expert en arts martiaux
- Chen Yanyan : madame Hua, femme du précédent et mère de Mu-lan
- Wu Ma : le petit frère de Mu-lan (adulte)
- Li Kun : Wu Xin Cheng
- Tsang Choh-lam : un recruteur